# George Freeman (Musiker)

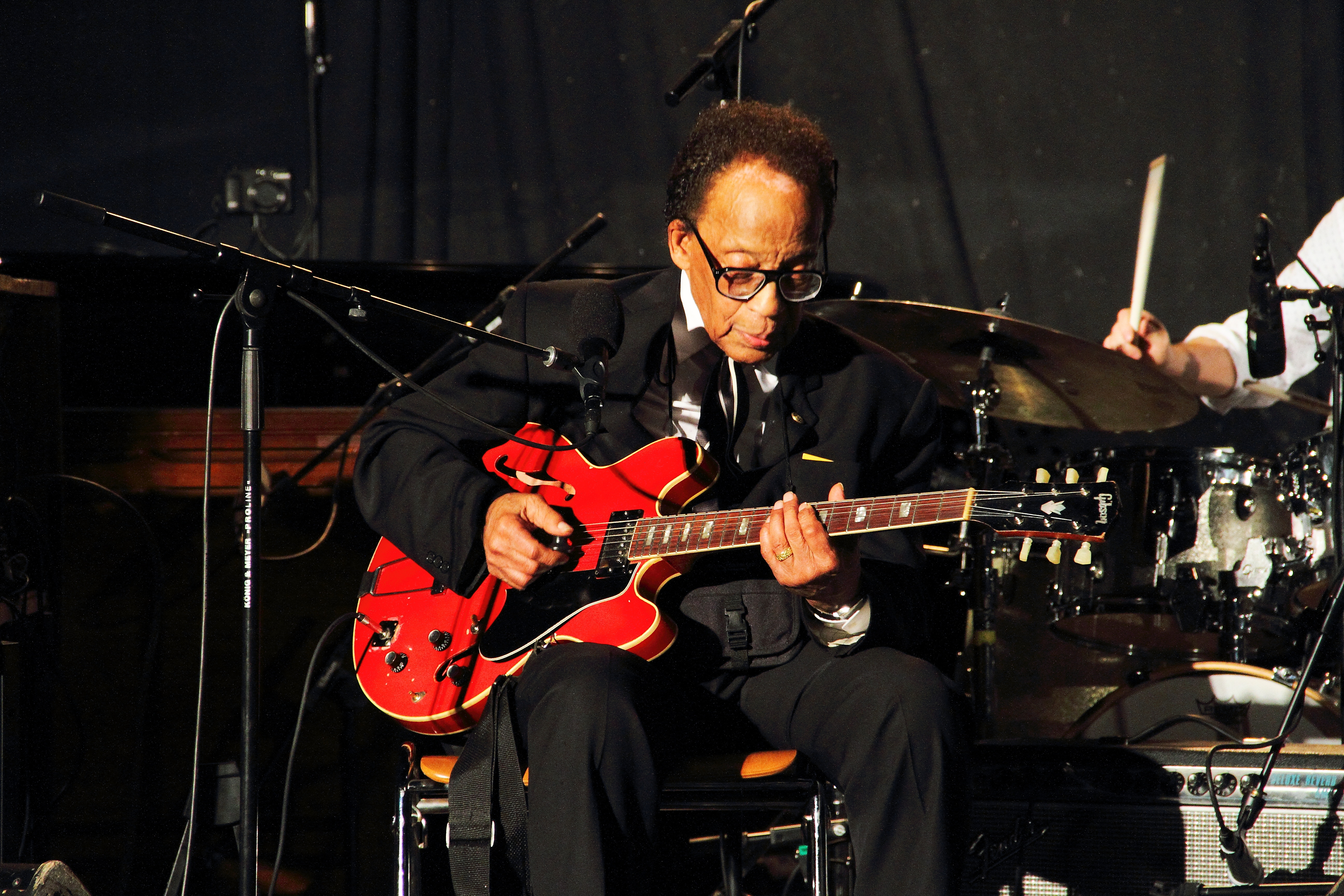
George Freeman auf dem INNtöne Jazzfestival 2017

George Freeman (* 10. April 1927 in Chicago; † 1. April 2025 ebenda) war ein US-amerikanischer Jazz-Gitarrist und Tenorsaxophonist des Hardbop und Soul Jazz. Er ist der jüngere Bruder des Tenorsaxophonisten Von Freeman und der Onkel des Tenorsaxophonisten und Trompeters Chico Freeman.

## Leben
Freeman spielte zu Beginn seiner Karriere 1950 bei einem Gig in Washington, D.C. mit Charlie Parker, später um 1960 in der Band von Gene Ammons, zu hören auf den Alben You Talk that talk und The Black Cat. Außerdem spielte er mit Richard „Groove“ Holmes, Buddy Rich und Jimmy McGriff. Im Jahr 1969 entstand sein erstes Album unter eigenem Namen, Birth Sign, auf dem Label Delmark Records, an dem auch sein Bruder Von Freeman beteiligt war. Nachdem es eine Weile still um ihn geworden war, kehrte er Mitte der 1990er Jahre in die Jazzszene zurück und nahm drei Alben auf, an denen wieder sein Bruder mitwirkte.

## Auswahldiskographie
Als Leader

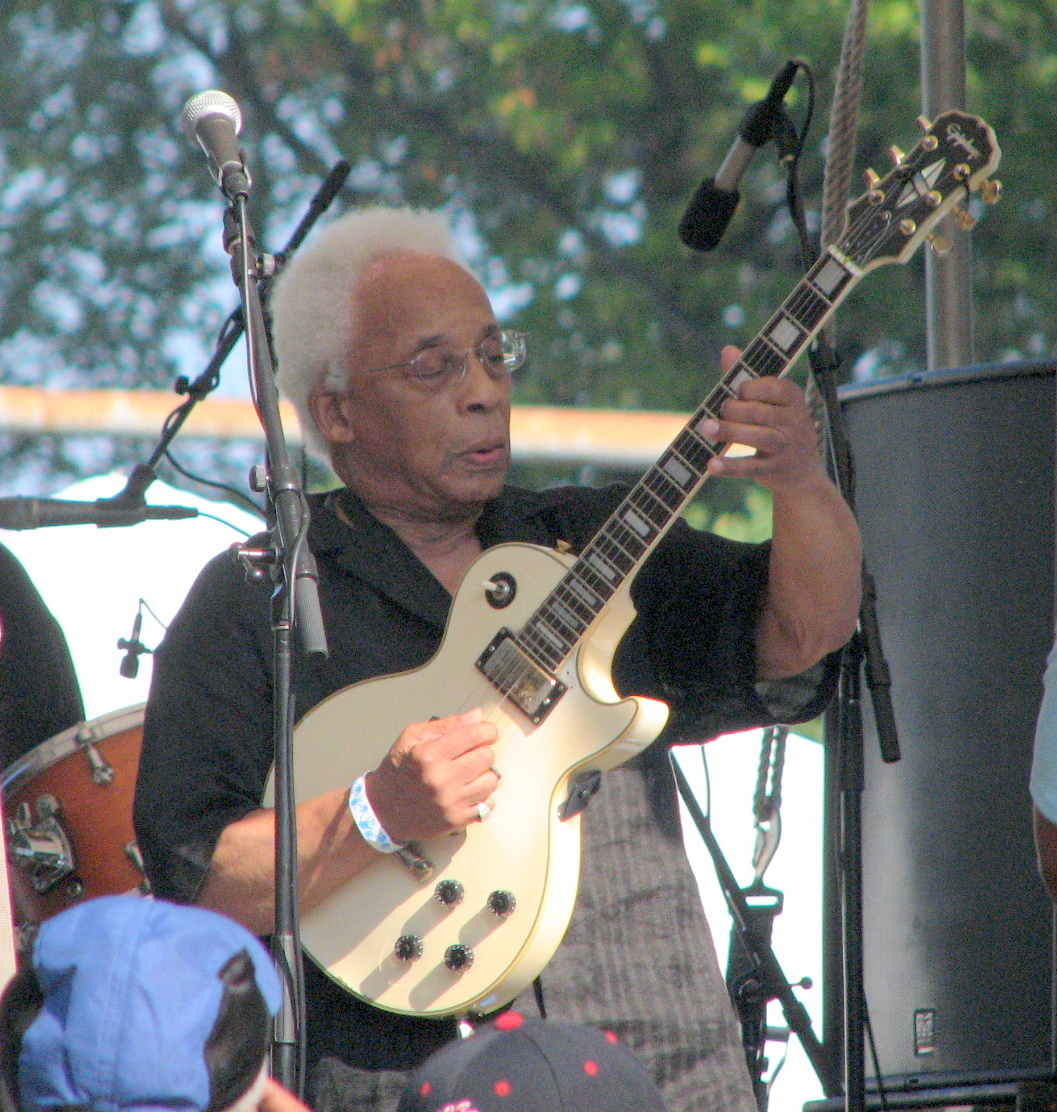
George Freeman 2008

- Birth Sign (Delmark Records, 1969)
- Rebellion (Orchard, 1995)
- George Burns! (Orchard, 1999)
- At Long Last George (Savant, 2000)

Als Sideman
- Gene Ammons: Legends of Acid Jazz (Prestige)
- Johnny Griffin: Bush Dance (Galaxy Records, 1978)
- Charlie Parker: One Night in Washington (Savoy Records, 1950)